# ريتشارد قواي (كاتب)
ريتشارد قواي (بالإنجليزية: Richard Guay)‏ هو منتج أفلام وكاتب سيناريو أمريكي، ولد في القرن العشرين في الولايات المتحدة.

## وصلات خارجية
- ريتشارد قواي على موقع IMDb (الإنجليزية)
- ريتشارد قواي على موقع أول موفي (الإنجليزية)
- ريتشارد قواي على موقع قاعدة بيانات الأفلام السويدية (السويدية)
- ريتشارد قواي على موقع قاعدة بيانات الفيلم (الإنجليزية)
- ريتشارد قواي على موقع كينوبويسك (الروسية)